# Операція «Труба»
Опера́ція «Труба́» (рідше «Потік») — операція з виходу російських військовослужбовців по газовій трубі діаметром 1420 мм магістрального газопроводу Уренгой — Помари — Ужгород у тил українських військ, яка пройшла 8 березня 2025 року. Подія стала предметом для жартів, пародій та мемів.

## Передісторія
ПВК «Ветерани» використали подібний прийом у січні 2024 року під час штурму Авдіївки, тоді групі російських бійців частково затопленою каналізаційною трубою нібито вдалося пробратися до зайнятої українськими військами ділянки міста.
У серпні 2024 року ЗСУ під час наступу в Курській області звільнили місто Суджу, поблизу якого проходить магістральний газопровід. 5 березня США призупинили надання розвідувальних даних Україні, що дозволяли відстежувати маневри російських військ.

## Хід подій
8 березня 2025 року російські ЗМІ заявили, що Збройні сили РФ «розпочали контрнаступ у Курській області». Цього ж дня від проросійських військових блогерів та українських джерел з'явилася інформація, що російські військовослужбовці пройшли 15 кілометрів газовою трубою діаметром 1,4 м, «вийшли в тил українським військовим неподалік міста Суджа та закріпилися». Командир «Ахмата» повідомив, що російські військові дізналися про те, що їм буде необхідно пройти трубою, лише за 4 години до початку операції.
Російські джерела повідомили, що це нібито були спецназівці кількістю 800 осіб. За іншими даними, російських військових було близько 100. Проросійські телеграм-канали опублікували відео, на яких бійці в протигазах пересуваються трубою. Російські військовослужбовці пройшли через трубу, яка є частиною газопроводу Уренгой — Помари — Ужгород, через яку газ не подавали з 1 січня 2025. За інформацією проросійських блогерів, російські військовики йшли трубою два дні й ще чотири чекали перед виходом назовні.
Існує версія, що в рейді брали участь бійці ПВК «Ветерани», спецпідрозділи «Ахмат» та 30-го мотострілецького полку ЗС РФ. Завданням бійців, які пройшли через газопровід, була участь у штурмі Суджі. За інформацією російського військовослужбовця з позивним «Зомбі», трубопровід «був обладнаний туалетами, був заповнений киснем, там були розміщені боєприпаси та їжа».
8 березня 2025 року Генштаб України підтвердив рейд російських військовиків через газову трубу для створення плацдарму. Росіян виявили підрозділи аеророзвідки, а відтак по учасниках рейду вдарили ракетами й артилерійськими снарядами, також використовували безпілотники; російським силам завдано значної шкоди, багатьох убито. 
Видання The War Zone зазначає, що, ймовірно, після виходу з труби «як мінімум деякі з бійців» приєдналися до інших російських військ, що вже перебувають у районі Суджі. За повідомленням Financial Times, після рейду українська сторона нібито розпочала відступ. The Wall Street Journal повідомляє, що нібито за словами українських військовослужбовців прорив російських військовиків «викликав паніку». 10 березня російська сторона заявила, що завдяки операції «Потік» українські підрозділи «були дезорієнтовані, і це призвело до звільнення кількох населених пунктів». The New York Times зазначає, що хоча рейд через трубопровід є спірним, він «збігся з проривами оборони ЗСУ російськими військами в кількох районах Курської області».

### Втрати
Російським солдатам довелося пробиратися через трубу в умовах повної темряви, нестачі повітря та низьких температур. Внаслідок вдихання метану багато солдатів отримали хімічні опіки легень. За інформацією медика підрозділу «Ахмат», опіки стрімко призводили до пневмонії та дихальної недостатності. За даними українських військових блогерів, у трубі задихнулися сотні солдатів. 9 березня російський військовий блогер Володимир Романов заявив про отруєння газами та жертвах. 17 березня видання URA.RU повідомило про постраждалих учасників операції родом із Челябінська.
На верифікованих відеозаписах було зафіксовано артилерійські удари по російським солдатам, які виповзли з труби північніше міста.
Влада РФ приховала інформацію про втрати серед російських військовослужбовців внаслідок проведення операції. На деяких відео було зафіксовано складені одне на одного тіла в трубі. Офіцер Збройних сил України заявив, що 80% російських сил у трубі було вбито під час організованої контратаки.
Згідно з документальним фільмом «Першого каналу», коли російські військові намагалися прокласти шлях трубою під час різання металу виникало горіння великої кількості залишкового газу, що призводило до загибелі бійців, при цьому до виходу фільму офіційно не повідомлялося про ці втрати.

## Оцінки
Видання The War Zone називає рейд через трубопровід «екстраординарною місією» і хоча результати її незрозумілі, вона «наголошує на важливості для російської влади відвойовування території Курської області».
Російське видання «Медуза» зазначає, що в ході операції «російські військові зайшли в тил українським позиціям», при цьому дані про те, наскільки операція стала успішною, суперечливі.
Радіо «Свобода» повідомляє, ніби після 8 березня українські війська «втратили значні території в Курській області, в деяких місцях стався раптовий відхід підрозділів ЗСУ», а 13 березня МО РФ заявило про повернення контролю над Суджею. При цьому роль атаки через трубопровід у цих подіях незрозуміла.
За оцінками військового аналітика Пасі Паройнен з Black Bird Group, попри те, що точна кількість учасників операції не піддається оцінці, рейд нібито «призвів до плутанини і розгубленості в лавах ЗСУ, і ймовірно, змусив їх розпочати відступ».

## Використання в пропаганді
У російській пропаганді операція названа «героїчною і такою, що не має аналогів», при цьому незалежні спостерігачі зазначали, що операція не відіграла визначальної ролі в бойових діях.
Видання «Нова-Європа» вказало, що з операції формується фундамент російського патріотичного міфу за умов малого числа достовірних фактов.
24 березня в Єкатеринбурзі на подвір'ї храму за підтримки «Газпром трансгаз Єкатеринбург» встановили копію труби, пропонуючи відвідувачам пройти всередину, аби «відчути умови, в яких перебували російські військові». На виставці російська співачка Віка Циганова виконала композицію «Труба», присвячену операції. 
11 квітня на Театральній площі Курська встановили арт-об'єкт у вигляді фрагмента труби довжиною близько метра на чорному п'єдесталі, а в драматичному театрі збиралися організувати виставку фотографій та особистих речей учасників операції.